# Josef Mendling
Josef Mendling (* 4. August 1920 in Koblenz; † 31. August 2000 ebenda) war ein deutscher Verwaltungsbeamter und Politiker (SPD).

## Leben
Mendling besuchte die Mittelschule, die er mit der Mittleren Reife abschloss. Er leistete ab 1937 Reichsarbeitsdienst, wurde zur Wehrmacht eingezogen und nahm als Soldat am Zweiten Weltkrieg teil, zuletzt als Zugführer in einer Fallschirmjägerkompanie. 1943 geriet er in US-amerikanische Gefangenschaft, aus der er 1946 entlassen wurde. Nach seiner Rückkehr aus der Kriegsgefangenschaft arbeitete er als Angestellter beim Statistischen Landesamt Rheinland-Pfalz. Er wurde 1954 verbeamtet und war ab 1962 als Regierungsoberinspektor beim Bundesamt für Wehrtechnik und Beschaffung tätig. Zwischenzeitlich besuchte er die privatrechtliche Verwaltungs- und Wirtschaftsakademie, an der er 1959 das Verwaltungsdiplom (VWA) und 1960 das Kommunaldiplom (VWA) ablegte.
Neben seiner beruflichen Tätigkeit engagierte sich Mendling in der Arbeiterwohlfahrt. Er war seit 1967 Vorsitzender der AWO für den Bezirk Rheinland-Hessen-Nassau und wurde 1968 zum Landesvorsitzenden der AWO Rheinland-Pfalz gewählt. Seit 1974 gehörte er auch dem AWO-Bundesvorstand an.
Mendling trat 1956 in die SPD ein. Er betätigte sich zunächst kommunalpolitisch, war von 1960 bis 1969 Stadtverordneter in Koblenz und dort seit 1962 Vorsitzender der SPD-Fraktion. Bei den Landtagswahlen 1963 und 1967 wurde er jeweils als Abgeordneter in den Rheinland-Pfälzischen Landtag gewählt, dem er bis zu seiner Mandatsniederlegung am 18. April 1970 angehörte. Im Parlament vertrat er den Landtagswahlkreis 1.
Mendling wurde 1969 zum Bürgermeister der Stadt Koblenz gewählt. Er war Beigeordneter und Stellvertreter der Oberbürgermeister Willi Werner Macke und Willi Hörter. In seiner kommunalpolitischen Funktion war er seit 1972 Aufsichtsratsmitglied der Energieversorgung Mittelrhein und seit 1973 Mitglied des Forstausschusses der Bundesvereinigung der kommunalen Spitzenverbände. 1983 verzichtete er aus gesundheitlichen Gründen auf das Bürgermeisteramt und wurde in dieser Funktion von Eckart Braunöhler abgelöst.
Josef Mendling war seit 1950 mit Elfriede, geb. Klee, verheiratet und hatte zwei Kinder.

## Ehrungen
- 1970: Verdienstkreuz 1. Klasse der Bundesrepublik Deutschland
- 1979: Marie-Juchacz-Plakette der Arbeiterwohlfahrt